# 10BLOCKS
『10BLOCKS』（テンブロックス）は、2018年10月1日から兵庫エフエム放送（Kiss FM KOBE）で放送されているラジオ番組である。

## 概要
株式会社電通西日本と兵庫エフエム放送との共同制作で、radikoのタイムフリー機能を使った聴取をターゲットとした番組。
毎日、10分間のコンテンツ（BLOCK）を2個を放送し、1週間で10個のコンテンツが楽しめるように構成されている。なお、新作を放送した次の週は各BLOCKの組み合わせを変えた再放送となっている。
2019年10月7日の放送からは萌々（爛々）が2代目アシスタントを務めている。

## 放送時間
- 2018年10月1日 - 2019年12月31日：月 - 金 5:30 - 5:55
  - 但し2019年1月17日は阪神・淡路大震災追悼特番『特別番組 1.17プロジェクト～減災～』を本枠で放送したため当番組は休止となった。
- 2020年1月4日 - 3月29日：土 9:00 - 9:25、日 9:00 - 9:30
- 2020年4月4日 - 9月27日：土・日 9:00 - 9:30
- 2020年10月4日 - 2021年3月28日 : 土 9:00 - 9:30
- 2021年4月3日 -  : 日 0:15 - 0:30（土曜深夜）

## 各BLOCK
- AWESOME GLASSES 10 minutes
- Running time 10minutes
- イントロラバーズ 10 minutes（提供：MJC）
- ベーコーベー 10 minutes
- NITAKU time 10 minutes（提供：MJC）
- 聴くカレー 10 minutes（提供：マンドリルカレー）
- 神戸belle 10 minutes（提供：MJC）
- 日本酒 time 10 minutes（提供：沢の鶴）
- Ferry time 10 minutes（提供：さんふらわあ）

### 過去のBLOCK
- DJ time 10 minutes
- CHERRY time 10 minutes
- Broken Heart 10 minutes
- SUSHI time 10 minutes
- Bath time 10 minutes（提供：株式会社ノーリツ）
- すごいひと 10 minutes（提供：MJC）
- BROS time 10 minutes（提供：ワコール）
- お豆な毎日 10 minutes（提供：フジッコ株式会社）
- シャカしゃか 10 minutes
- Red Fire 10 minutes